# Diri Baba

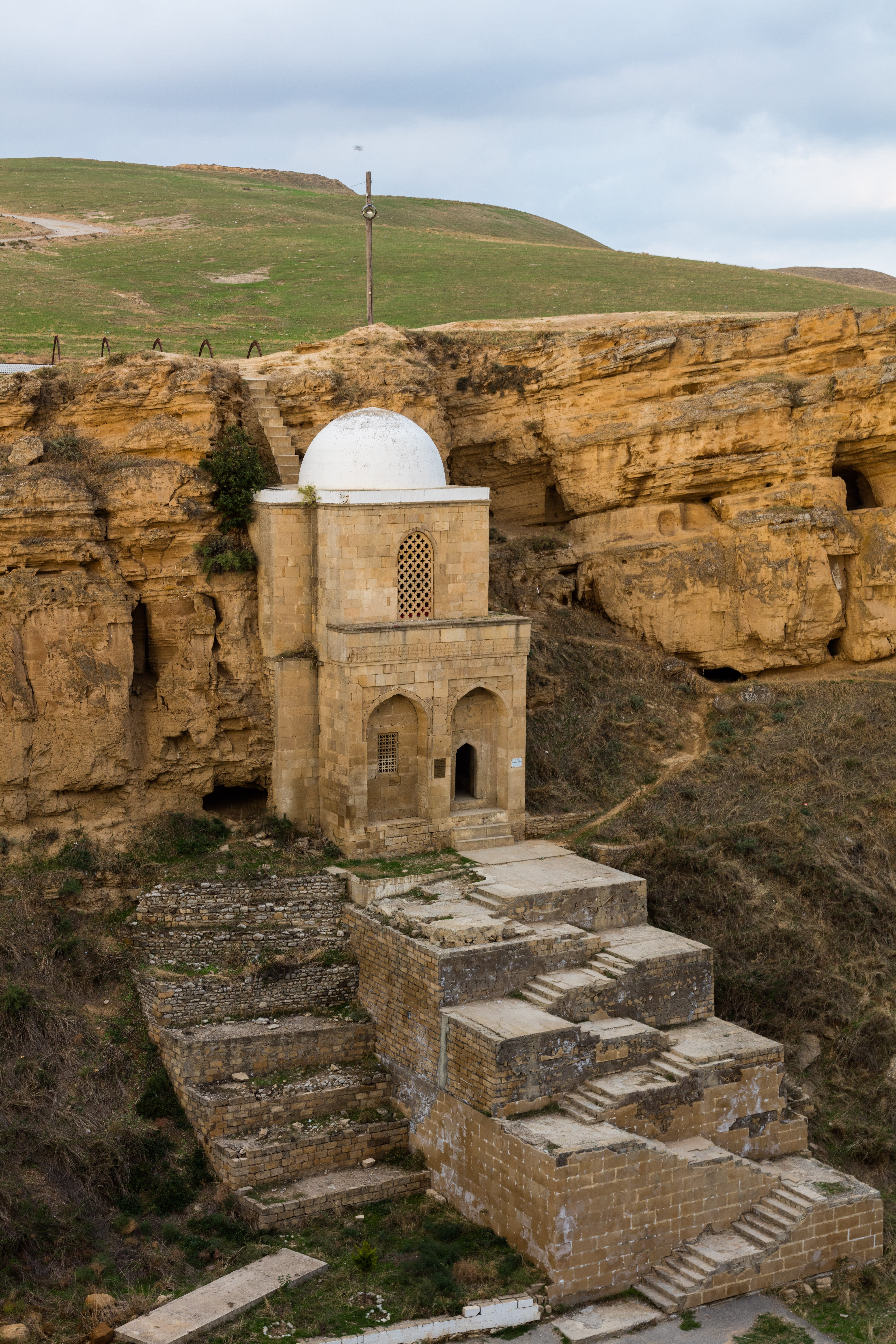
Diri Baba

Diri Baba (ázerbájdžánsky Diribaba türbəsi) je dvoupatrové mausoleum z 15. století ležící asi 90 km od hlavního města Ázerbájdžánu Baku, v blízkosti města Qobustan. Název v překladu znamená "žijící dědeček".
Leží nedaleko starého hřbitova, asi kilometr od hlavní silnice. Přístup do stavby je strmým kamenným schodištěm, byl nedávno zrekonstruován a je pod ochranou Ázerbájdžánského státu.

## Pověsti
Po celá staletí místní usedlíci vyprávějí legendu o nesmrtelném světci Diri Baba, jehož tělo zde bylo pohřbeno roku 1402, ale nerozložilo se, což vedlo k posmrtnému vyhlášení jeho svatosti. Již od 17. století přitahuje poutníky a návštěvníky z celého světa.

## Význam stavby
Originalita této stavby spočívá v tom, že architekt postavil hrobku přímo do skály. Působí dojmem jakoby hrobka stále visela ve vzduchu. Světlý a hladký povrch stěn stavby působí slavnostním dojmem a čistota architektury vynikne na pozadí drsné tmavé skály. Budova mauzolea je mistrovským dílem tzv. širvanské architektury.
Na hrobce Diri Baba se již nedochovalo kompletní jméno stavitele, zůstal zde pouze kus kamene s neúplným nápisem “… syn mistra Gaji” a datum stavby hrobky – rok 1402.